# Lauscha
Lauscha (pronunciación en alemán: /ˈlaʊ̯ʃa/ⓘ) es una ciudad en el distrito de Sonneberg, en Turingia (Alemania). Está situada 13 km al norte de Sonneberg y 24 km al sudoeste de Saalfeld.
A 31 de diciembre de 2017 tenía una población de 3363 habitantes.
La localidad fue fundada en 1597 como una poblado de fabricación de vidrio, cuando Juan Casimiro de Sajonia-Coburgo autorizó a los vidrieros Hans Greiner y Christoph Müller a asentarse aquí, con una concesión permanente y hereditaria. El lugar fue elegido para ello por sus aguas limpias, así como por la buena disponibilidad en sus cercanías de materiales como arena, natrón, potasa y madera. A lo largo de toda su historia, Lauscha se ha desarrollado como una localidad industrial asociada al vidrio. Adquirió estatus de ciudad en 1958. En 1995, el territorio de la ciudad aumentó al incluirse en su término municipal al antiguo municipio de Ernstthal.